# Lužná (okres Vsetín)
Obec Lužná se nachází v okrese Vsetín ve Zlínském kraji. Žije zde 614 obyvatel. Větší část obce se nachází v Chráněné krajinné oblasti Beskydy.

## Historie
První písemná zmínka o obci pochází z roku 1512.

## Kulturní památky

### Roubená zvonice
Zvonice z 19. století s komůrkou pokrytou šindelem a zvonem, jenž je zdoben reliéfy se sv. Floriánem a sv. Šebestiánem a nese dataci 1773.

### Kamenné sklípky
Tři původní kamenné valašské sklípky s roubenými komorami a stodolou.

## Galerie

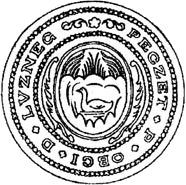
Pečeť obce Lužná
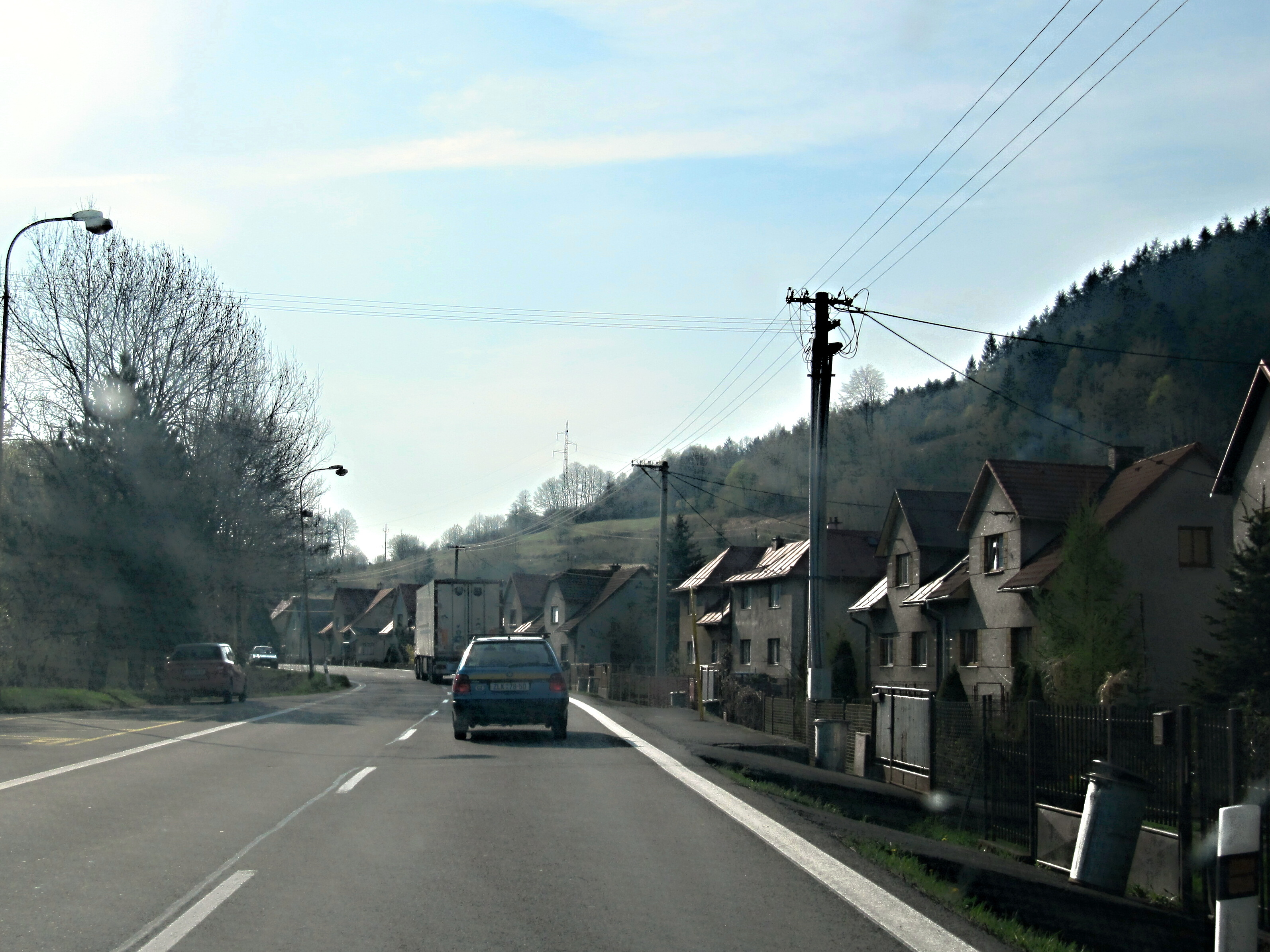
Průjezd obcí (směr Horní Lideč)
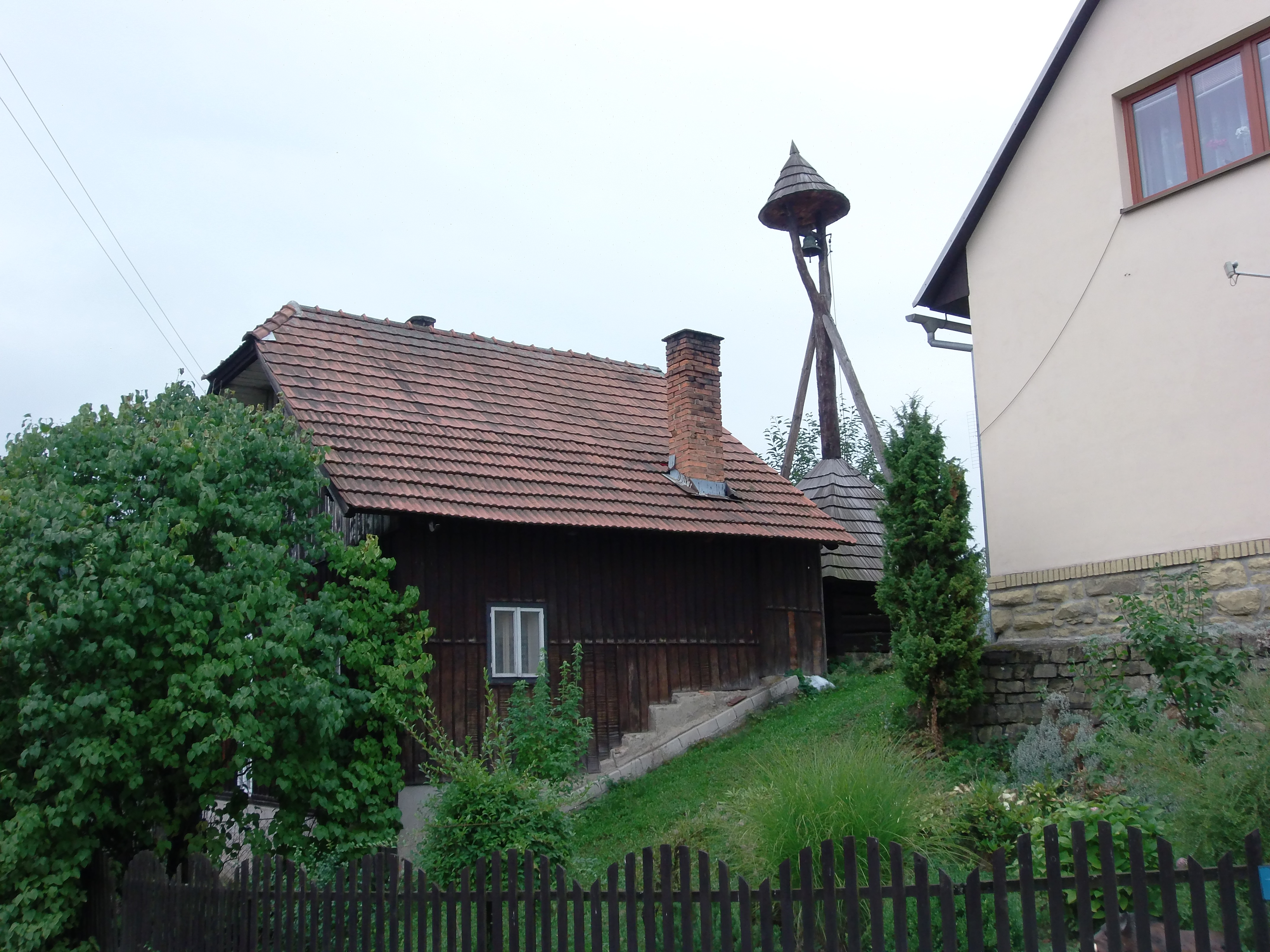
Zvonice